# Petit Heysel
Le Petit Heysel (en néerlandais : Kleine Heizel), également connu sous le nom du Heysel II, est un stade omnisports belge situé dans le quartier du Heysel, à Bruxelles, la capitale du pays. Il est principalement destiné à la pratique du football et du rugby à XV
Le stade, doté de 8 000 places, servait d'enceinte à domicile à l'équipe de football du Racing Jet Bruxelles.

## Histoire
Il est situé sur le complexe sportif du Stade Roi Baudouin. D'abord principalement utilisé pour le football, le stade est depuis 2008 utilisé pour le rugby à XV ; il est régulièrement utilisé par l'équipe de Belgique de rugby à XV.

## Événements
- Finales du Championnat de Belgique de rugby à XV de 2004-05 et de 2006-07 à 2015-16.